# Nürnberger Spielwarenmesse

Logo bis 2013

Die Spielwarenmesse ist die weltgrößte Fachmesse der Spielwarenbranche. Sie findet jährlich in Nürnberg statt und ist nur für Fachbesucher der Spielwarenbranche, Pressevertreter und geladene Gäste zugänglich. Der jeweils amtierende bayerische Ministerpräsident, der gleichzeitig Schirmherr ist, eröffnet die sechstägige Fachmesse jährlich Anfang Februar. Rund 2.800 Aussteller aus mehr als 60 Ländern stellen auf der Messe ihre Neuheiten vor. Im Jahr 2014 besuchten die Messe rund 76.000 Fachhändler und Einkäufer, 56 Prozent davon aus dem Ausland. Der Veranstalter der Spielwarenmesse ist die „Spielwarenmesse eG“ mit Sitz in Nürnberg.

## Geschichte

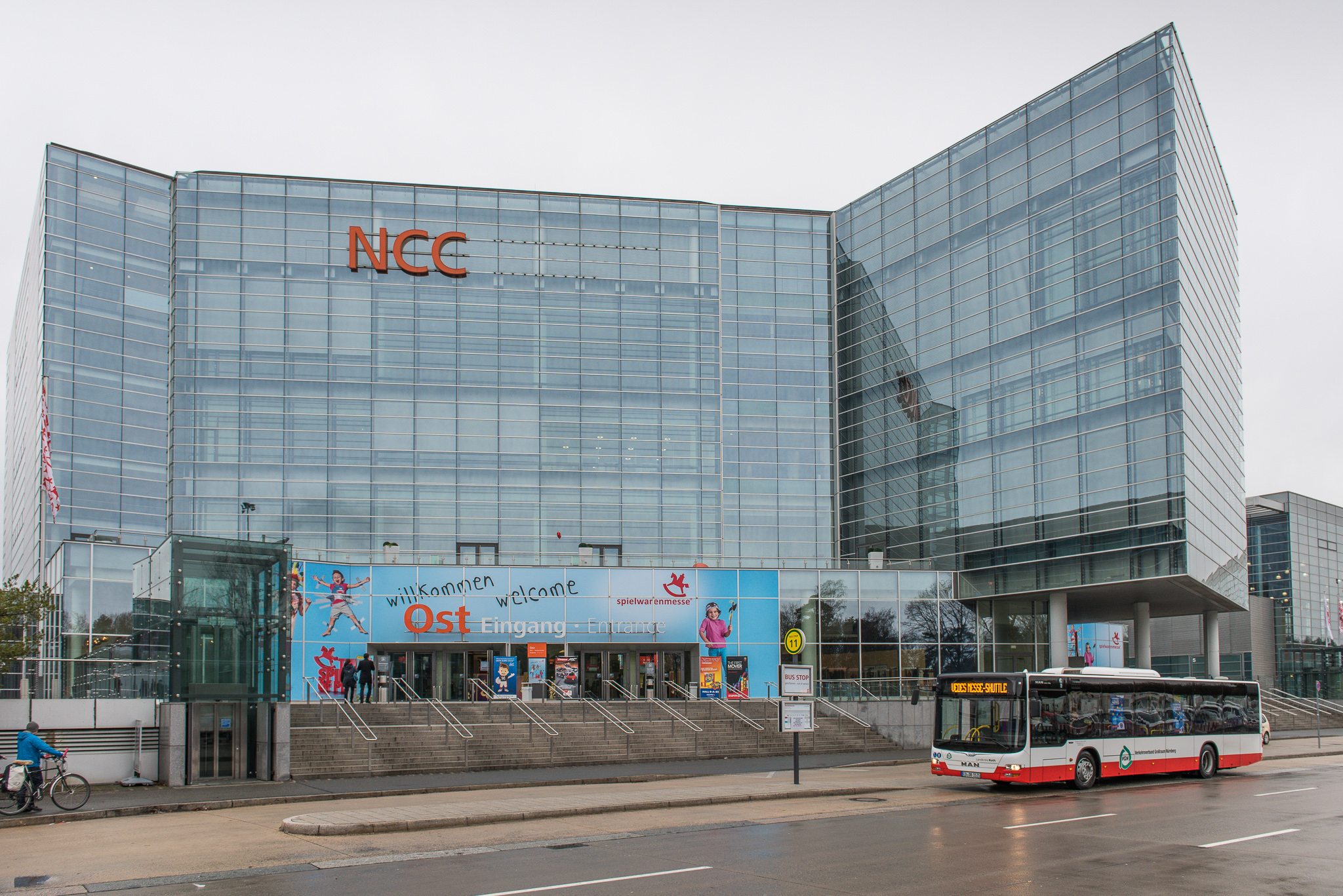
Nürnberger Spielwarenmesse 2016 – Eingang Ost

Vor dem Zweiten Weltkrieg war die Leipziger Messe der wichtigste Treffpunkt der Spielwarenindustrie. Durch die deutsche Teilung wurde dieser Standort aber unattraktiv. 1949 beschlossen Carl Ehmann (Märklin), Arno Drottboom (Vereinigung Deutscher Spielwarenhändler), Hans Mangold (Gama) und Ernst Th. Horn (Arbeitsgemeinschaft Spielzeugindustrie) eine deutsche Fachmesse für Spielwaren zu etablieren. Als Standort der neuen Messe wurde, wegen ihrer Tradition als Spielzeugstadt, Nürnberg gewählt.
Die erste Deutsche Spielwarenfachmesse fand vom 12. bis 18. März 1950 statt, es beteiligten sich 351 Aussteller und 4.321 Facheinkäufer. Das Messegelände mit einer Fläche von 3.000 m² erstreckte sich auf das Wieselerhaus, das Gemeindehaus Maxfeld, das Gewerbemuseum, das Rot-Kreuz-Gebäude Maxfeld und zwei Zelthallen. Aufgrund des großen Erfolges gründeten am 11. Juli 1950 46 Spielwarenhersteller eine eingetragene Genossenschaft für die Organisation der Messe. Seitdem findet die Messe jährlich statt.
1951 änderte die Spielwarenmesse ihr Logo. 1950 wurde in Anlehnung an die Türme der Nürnberger Stadtmauer ein einzelner Turm verwendet. Das neue Logo zeigt einen Turm auf einem Schaukelpferd. Dieses Zeichen wird in Variationen bis heute verwendet. 1958 wurde das Angebot um internationale Aussteller erweitert. Im Zuge dessen wurde der Name der Messe geändert. Sie hieß nun Internationale Spielwarenmesse Nürnberg. 1973 zog die Spielwarenmesse ins neu erbaute Nürnberger Messezentrum ein. Damit vergrößerte sich die Ausstellungsfläche von 35.000 auf 52.000 m². 1997 wurde der Name der Messe in Spielwarenmesse International Toy Fair Nürnberg geändert.
2009 feierte die Spielwarenmesse ihr 60. Jubiläum. Dabei waren 44 Aussteller zum sechzigsten Mal mit einem Stand vertreten. Die Ausstellungsfläche umfasst inzwischen 160.000 m².
Seit 2013 ist der Begriff Spielwarenmesse eine geschützte Marke in Deutschland. Es erfolgte zudem eine Umbenennung der Messe von Spielwarenmesse International Toy Fair Nürnberg zu Spielwarenmesse.
In den Jahren 2021 und 2022 wurde die stationäre Spielwarenmesse aufgrund der COVID-19-Pandemie abgesagt. Stattdessen wurde die Spielwarenmesse Digital zur Vernetzung der Teilnehmer angeboten.
| Jahr | Datum            | Besucher | Ausstellerzahl | Ausstellungsfläche | Neuheiten | Nationen | Eintrittspreis | Quelle |
| ---- | ---------------- | -------- | -------------- | ------------------ | --------- | -------- | -------------- | ------ |
| 2023 | 1.2. – 5.2.2023  | 58.000   | 2.100          |                    |           | 69       |                | [ 12 ] |
| 2024 | 30.1. – 3.2.2024 |          |                |                    |           |          |                | [ 13 ] |

## Themen der Aussteller

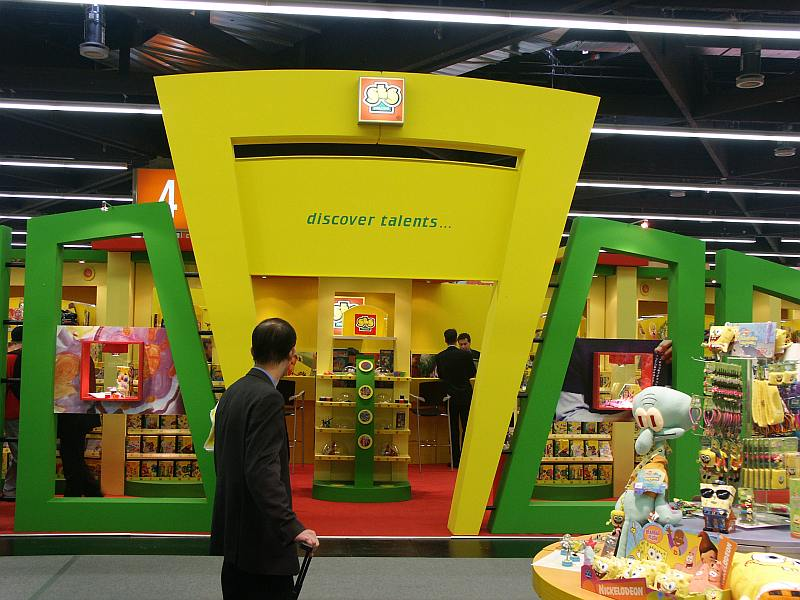
Verspielte Standaufbauten

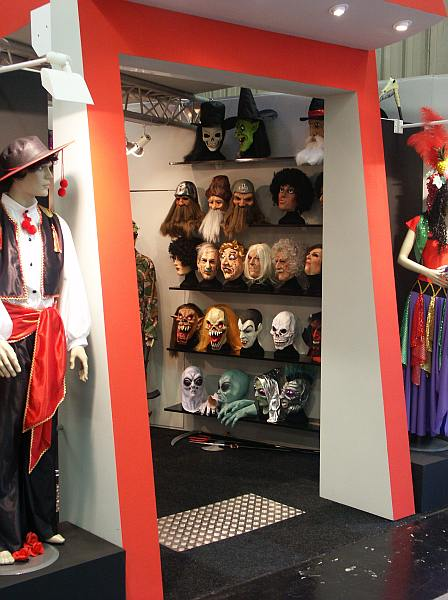
Karnevalsartikel

Auf der Spielwarenmesse werden jedes Jahr etwa eine Million Produkte präsentiert, darunter an die 70.000 Neuheiten. Die Messe ist in insgesamt 13 Produktgruppen unterteilt. Dies sind (Stand: Spielwarenmesse 2022):
- Lifestyle
- Puppen, Plüsch
- Baby & Kleinkind
- Holzspielzeug & Spielzeug aus Naturmaterialien
- Schule, Schreibwaren, Kreatives Gestalten
- Technisches Spielzeug, edukatives Spielzeug, Aktionsspielwaren
- Elektronisches Spielzeug
- Modellbau & Modelleisenbahn
- Sport, Freizeit & Outdoor
- Festartikel, Karneval & Feuerwerk
- Gesellschaftsspiele, Bücher, Lernen & Experimentieren
- Dienstleister
- Mehrbranchengruppe

## Toy Innovation / ToyAward

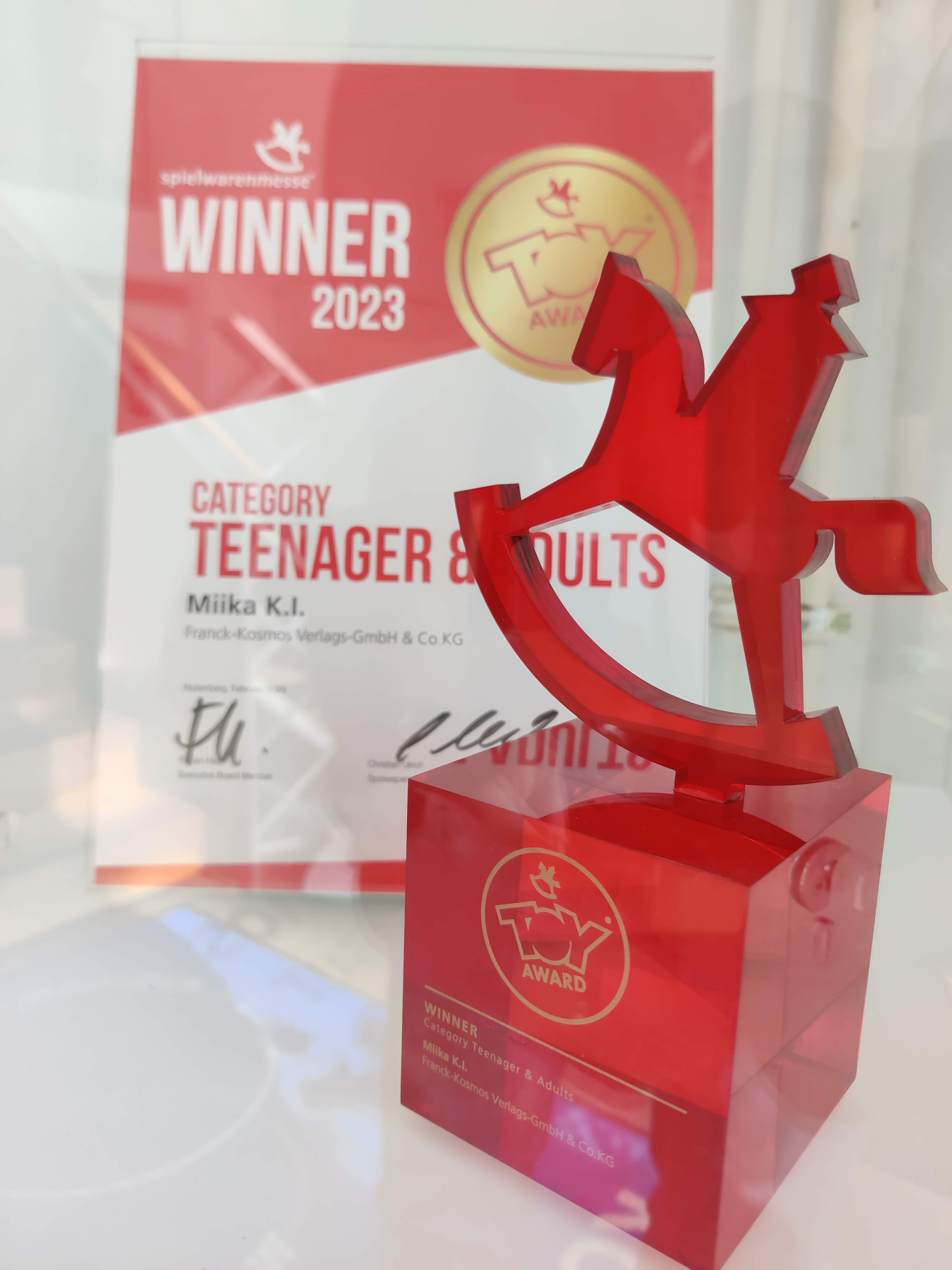
ToyAward Teenager & Adults 2023 für Miika K.I. von Franckh-Kosmos

Ab 2004 wurden auf der Spielwarenmesse Messe-Neuheiten mit dem Preis „Toy Innovation“, dem heutigen „ToyAward“, ausgezeichnet. Die prämierten Produkte heben sich aufgrund ihres Innovationsgrades, Produktkonzeptes und ihrer Kreativität und Spielidee von anderen Neuheiten ab. Eine Jury aus Branchenvertretern ermittelt die Sieger in zurzeit sechs Kategorien:
- Baby & Infant: 0–3 Jahre
- PreSchool: 3–6 Jahre
- SchoolKids: 6–10 Jahre
- Teenager & Adults: ab 10 Jahren
- Startup
- Sustainability (seit 2022)[17]

## Spielwarenmesse eG
Die Veranstalterin der Spielwarenmesse ist die Spielwarenmesse eG. Sie wurde am 11. Juli 1950 unter dem Namen Deutsche Spielwaren-Fachmesse eGmbH von insgesamt 46 Firmen gegründet. 1958 erfolgte die Umbenennung in Spielwarenmesse eGmbH, 1973 schließlich in Spielwarenmesse eingetragene Genossenschaft. Als Organe fungieren der Vorstand, der Aufsichtsrat und die Generalversammlung.
2010 gründete die Spielwarenmesse eG ein hundertprozentiges Tochterunternehmen, die Spielwarenmesse (Shanghai) Co., Ltd. Diese soll sich künftig um die chinesischen Aussteller auf der Spielwarenmesse kümmern.
Zum 1. Januar 2013 wurde die Spielwarenmesse Middle East Fuarcılık Ltd. Şti. gegründet. Das hundertprozentige Tochterunternehmen mit Sitz in Istanbul veranstaltete die jährlich stattfindenden Kids Turkey.
Seit dem 1. April 2016 repräsentiert die Spielwarenmesse India Pvt. Ltd. als hundertprozentige Tochtergesellschaft die Spielwarenmesse eG auf dem indischen Markt. Ihr obliegt die Organisation und Durchführung der Kids India, die seit 2012 jährlich in Mumbai stattfindet.